# Leo Klein von Diepold

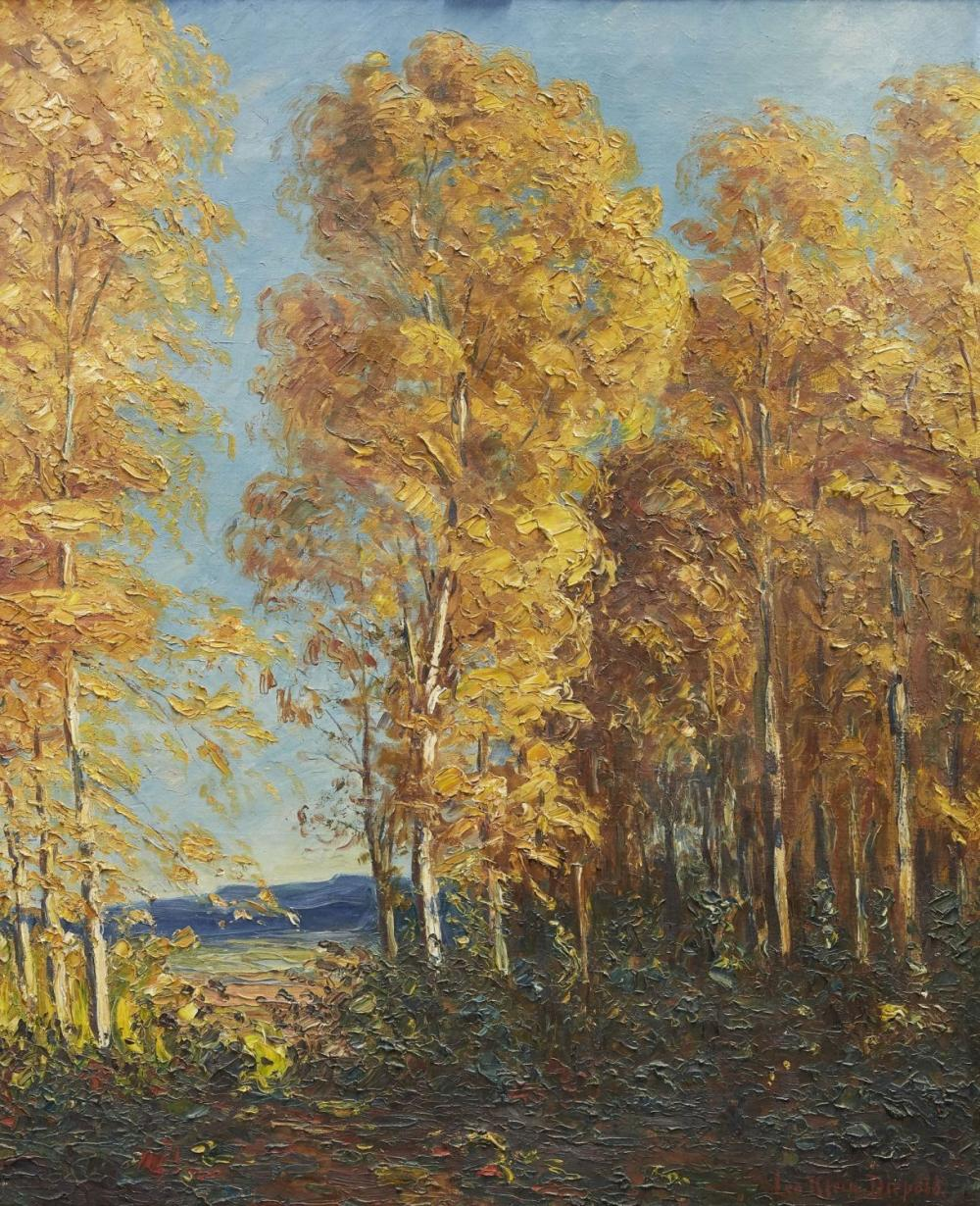
Leo Klein von Diepold: Herbstwald

Friedrich Rudolf Leopold Klein von Diepold, auch Leo Klein-Diepold (* 27. August 1865 in Dortmund, Provinz Westfalen; † 11. November 1944 in Berlin-Nikolassee), war ein deutscher Landschafts- und Figurenmaler sowie Grafiker der Düsseldorfer Schule.

## Leben
Klein von Diepold war Sohn des Düsseldorfer Malers Friedrich Emil Klein und dessen Ehefrau, der Dichterin Friederika Wilhelmina Ada von Diepold, sowie Bruder der Maler Julian und Maximilian (Max) Klein von Diepold und des Kunstschriftstellers Rudolf Klein-Diepold. Er wuchs seit 1873 in Düsseldorf auf, wo er ersten Malunterricht von seinem Vater erhielt. Von 1881 bis 1886 studierte er Malerei an der Kunstakademie Düsseldorf. Dort waren Adolf Schill, Hugo Crola und Peter Janssen der Ältere seine Lehrer. Von 1889 bis 1894 studierte er an der Akademie von Antwerpen. Dort wurde er Schüler von Juliaan De Vriendt (1842–1935) und Cornelis van Leemputten (1841–1902). Nach Aufenthalten in Paris und in Noordwijk (1907–1921), wo er Max Liebermann kennenlernte, lebte er in Berlin.

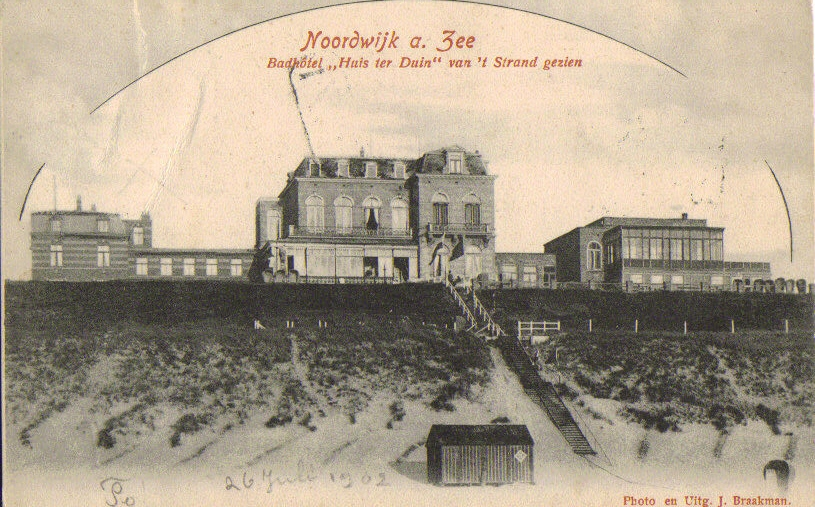
Hotel Huis ter Duin in Noordwijk, Postkarte um 1900

Am 30. September 1897 heiratete er in Utrecht Emilie Anna Marie Voet aus Arnheim. In zweiter Ehe war er ab dem 6. November 1906 in Noordwijk mit Hermina Elisabeth „Ilse“ Tappenbeck verheiratet, der Tochter des Bauherrn der dortigen Grandhotels Huis ter Duin, Heinrich Tappenbeck (1834–1904), die 1908 den Sohn Hans Joachim Frederick gebar. Diese Ehe wurde 1918 geschieden. Zu seinen engen Freunden der Noordwijker Zeit zählte der Maler Ludolph Berkemeier, den er mehrfach porträtierte.
Seit 1901 unterhielt Klein von Diepold Beziehungen zur Berliner Secession und beschickte ihre Ausstellungen. Außerdem stellte er in der Galerie von Paul Cassirer aus. Von Berlin aus unternahm er regelmäßig Reisen zu längeren Aufenthalten auf der Insel Hiddensee (im Ortsteil Kloster), wo ihn seine Freundin Käthe Kollwitz besuchte.
Klein von Diepold pflegte eine naturalistische Kunstauffassung, die er in impressionistischer Malweise und pastosem Farbauftrag verwirklichte.
Für den Verlag von Paul Cassirer übersetzte er 1914 die von Johanna van Gogh-Bonger zusammengestellten Briefe Vincent van Goghs an dessen Bruder Theo. Am 11. Februar 1935 gehörte Klein von Diepold bei der Beisetzung seines Freundes Max Liebermann zu den wenigen „arischen“ Teilnehmern.